# Vino generoso
Vino generoso, oft nur Generoso genannt, ist in Spanien die Bezeichnung für einen gespriteten Wein, der meist aus weißen,  gelegentlich aber auch aus roten beziehungsweise aus roten und weißen Trauben gekeltert wird.
Generosos können im Unterschied zu Licorosos, die immer Süßweine sind, sowohl trocken als auch süß ausgebaut werden. Insgesamt sind aber die Begriffunterscheidungen ungenau und, ebenso wie die nicht einheitlichen deutschen Bezeichnungen Likörwein und Dessertwein, oft irreführend. 
Alle Sherrys, Manzanillas, einige Weine aus Montilla-Moriles und die Weine der Region Málaga sind Generosos. Daneben werden in fast jeder spanischen Weinbauregion Generosos erzeugt, die jedoch meist nur von lokaler, seltener nationaler Bedeutung sind. Trotz aller Unterschiede in Bezug auf Rebsorten und Ausbau ist den spanischen Generosos neben dem durch Spritung erzwungenen Gärabbruch die meist lange Maischegärung und der anschließende oxidative Ausbau gemeinsam, der nur bei Produkten, die dem Fino ähnlich sind, durch die entstehende Florhefe weitgehend reduktiv erfolgt. Generosos benötigen eine lange Fassreife und erreichen ihre Qualitätspotentiale auch im Fass. Häufig reifen die Weine im Solera-Verfahren, es werden jedoch auch Jahrgangsweine erzeugt, bei denen die aus dem Fass abgefüllte beziehungsweise verdunstete Weinmenge durch Weine aus Fässern desselben Jahrgangs nachgefüllt wird. Alle Generosos sind gut haltbar, gewinnen aber, einmal abgefüllt, kaum mehr an Qualität.
In Portugal werden diese Weine Vinho generoso genannt. Auch diese werden in fast jeder Weinbauregion dieses Staates erzeugt. Die Generosos aus Madeira, Porto und Setúbal sind die bekanntesten.